# Divergència del feix

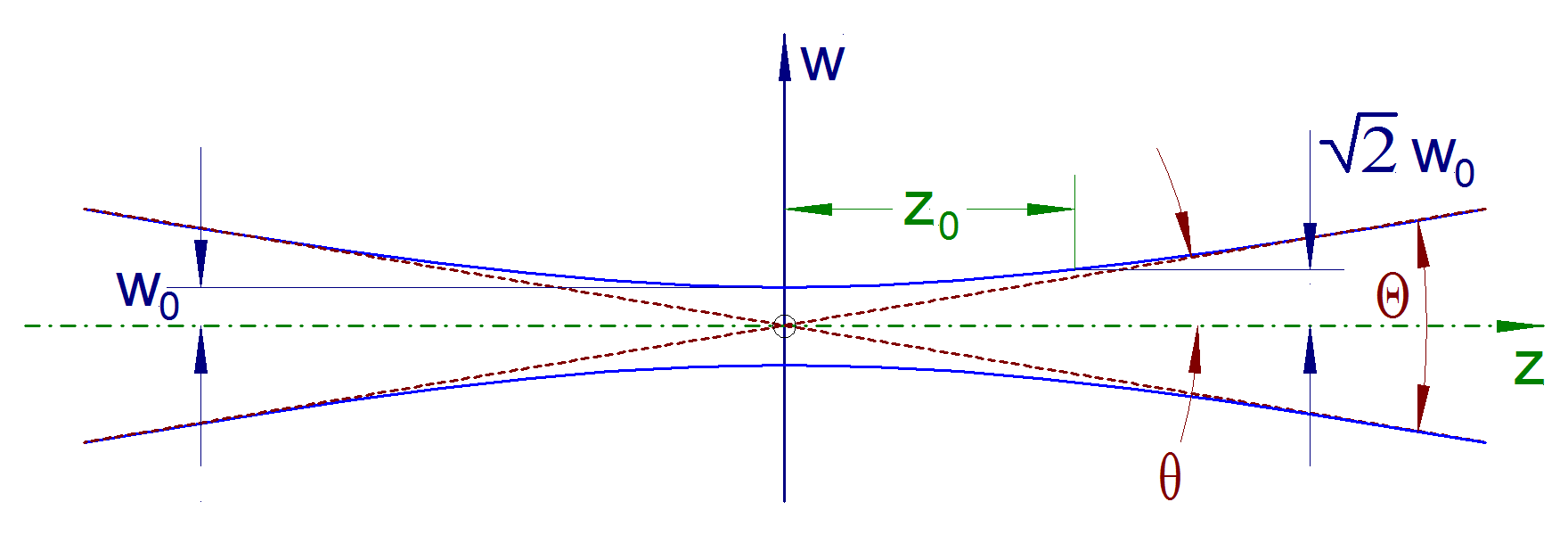

Dins l'entorn electromagnètic, especialment en òptica, la divergència del feix és una mesura angular de l'augment del diàmetre del feix o bé el seu radi, al llarg de la distància des de l'obertura òptica o l'obertura de l'antena de la qual surt el feix. El terme només és rellevant en el " camp llunyà ", lluny de qualsevol focus del feix. Pràcticament parlant, però, el camp llunyà pot començar físicament a prop de l'obertura radiant, depenent del diàmetre de l'obertura i de la longitud d'ona de funcionament.

## Descripció
La divergència del feix s'utilitza sovint per caracteritzar els feixos electromagnètics en règim òptic, per als casos en què l'obertura de la qual surt el feix és molt gran respecte a la longitud d'ona. Tanmateix, també s'utilitza a la banda de radiofreqüència (RF) per als casos en què l'antena és molt gran amb relació a una longitud d'ona.
La divergència del feix normalment es refereix a un feix de secció transversal circular, però no necessàriament. Un feix pot, per exemple, tenir una secció transversal el·líptica, en aquest cas s'ha d'especificar l'orientació de la divergència del feix, per exemple respecte a l'eix major o menor de la secció transversal el·líptica.
La divergència d'un feix es pot calcular si es coneix el diàmetre del feix en dos punts separats lluny de qualsevol focus (D i, D f) i la distància (l) entre aquests punts. La divergència del feix, {\displaystyle \Theta }, ve donada per
{\displaystyle \Theta =2\arctan \left({\frac {D_{f}-D_{i}}{2l}}\right).}
Si un feix colimat s'enfoca amb una lent, el diàmetre {\displaystyle D_{m}} del feix en el pla focal posterior de la lent està relacionada amb la divergència del feix inicial per
{\displaystyle \Theta ={\frac {D_{m}}{f}},\,}
on f és la distància focal de la lent. Cal tenir en compte que aquesta mesura només és vàlida quan la mida del feix es mesura al pla focal posterior de la lent, és a dir, on el focus es situaria per a un feix realment col·limat, i no al focus real del feix, que es produiria darrere de la part posterior del pla focal per a un feix divergent.

## Làsers
Com tots els feixos electromagnètics, els làsers estan subjectes a divergència, que es mesura en mil·liradians (mrad) o graus. Per a moltes aplicacions, és preferible un feix de menor divergència. Descuidant la divergència a causa de la mala qualitat del feix, la divergència d'un feix làser és proporcional a la seva longitud d'ona i inversament proporcional al diàmetre del feix en el seu punt més estret. Per exemple, un làser ultraviolat que emet a una longitud d'ona de 308 nm tindrà una divergència menor que un làser infrarojo a 808 nm, si tots dos tenen el mateix diàmetre de feix mínim. La divergència de raigs làser de bona qualitat es modela utilitzant les matemàtiques dels feixos gaussians .
Es diu que els feixos làser gaussians estan limitats a la difracció quan el seu feix radial divergeix {\displaystyle \theta =\Theta /2} s'aproxima al valor mínim possible, que ve donat per
{\displaystyle \theta ={\lambda  \over \pi w_{0}},}
on {\displaystyle \lambda } és la longitud d'ona del làser i {\displaystyle w_{0}} és el radi del feix en el seu punt més estret, que s'anomena "cintura del feix". Aquest tipus de divergència del feix s'observa a partir de cavitats làser optimitzades. La informació sobre la divergència limitada per la difracció d'un feix coherent ve donada d'una forma inherent per l'equació interferomètrica de la ranura N.